# Chone albocincta
Chone albocincta är en ringmaskart som beskrevs av Banse 1971. Chone albocincta ingår i släktet Chone och familjen Sabellidae. Inga underarter finns listade i Catalogue of Life.